# Svenska kraftnäts författningssamling
Svenska Kraftnäts författningssamling (SvKFS) är en samling föreskrifter som Svenska Kraftnät utgivit. Föreskrifterna gäller framför allt beredskap, driftsäkerhet och säkerhetsbestämmelser på elnätområdet och utgör komplement till olika förordningar på området.